# Angul

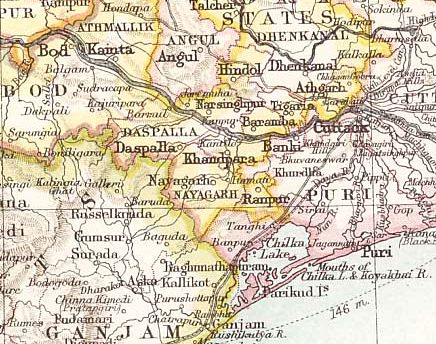
Angul a un mapa de l'Imperial Gazetteer of India

Angul (també Angool) és una ciutat de l'Índia capital del districte d'Angul a Orissa. La ciutat d'Angul tenia poc més de 2000 habitants el 1891, però es van reduir a 693 habitants el 1901 a causa del còlera i la fam. Modernament esdevingué centre industrial de l'estat d'Orissa i la seva població actual és d'1.139.341 (cens de 2001). Està situada a 20° 47′ 50″ N, 85° 01′ 26″ E / 20.79722°N,85.02389°E.

## Principat d'Angul
El principat d'Angul fou regit per la família Kadamba dels Kasyapa Gotra. El primer sobirà conegut és Raja Dhanurjaya Singh Jagaddeva, però no fou el primer perquè se sap que el seu antecessor fou derrotat pel raja de Dhenkanal que va ocupar les viles frontereres de Kharagprasad, Mangalpur i Kamalang. Dhanurjjaya Singh va recuperar aquestes viles i encara va conquerir el poble de Goulpur a uns 15 km a l'est de Dhenkanal on va erigir una columna commemorativa (coneguda com a Dhanu Singh Thenga).
El va succeir el seu germà petit Raja Nityananda Singh Jagaddeva, un home pacífic, cosa de la qual es va aprofitar el raja de Dhenkanal per envair Angul i recuperar diversos pobles de la frontera. A Raja Nityananda el va succeir el seu fill Krushna Chandra Jagaddeva que altre cop va recuperar el terreny perdut i va fer obres de millora al seu estat, construint entre altres coses el temple de Nagarimohanadeva.
El raja Krushna Chandra Jagaddeva va morir el 1803, el mateix any que els britànics ocupaven Orissa. El va succeir el seu germà petit Achala Mansingh que va governar per un període entre un i tres anys. El 1803 els marathes havien cedit nominalment el territori als britànics i el raja va acceptar la situació i va acordar el pagament d'un tribut (peshkash) de 1.250 rúpies.
A Achal Mansingh el va succeir el seu fill Jarawar Singh o Jaya Singh que va morir el [1809]. Després de Jarawar Singh va esclatar una lluita per la successió, de la qual va emergir triomfant el seu fillastre Prithvi Singh que va ocupar el poder però va governar poc temps, car el 1813 el governador general va enviar a J. Richardson, comissionat de Cuttack, i a J. W. Sage, el col·lector, per fer una enquesta sobre els fets recents del principat. L'enquesta va determinar que era un usurpador probablement responsable de la mort de Jaya Singh i dels seus fills i que per tant no tenia dret al tron. Prithvi fou deposat i arrestat i es va posar al seu lloc a Somanath Singh, de 14 anys, fill de Gopinath Singh, el fill més jove d'Achal Mansingh amb la seva primera dona, que segons es creu estava fins aleshores empresonat.
Somanath Singh fou el darrer rei d'Angul; va regnar durant 33 anys (del 1814 al 1847) quan el seu estat fou confiscat pel govern britànic. Durant el seu regnat es va enfrontar als veïns rages de Dhenkanal, Hindol, Daspalla, Baud (o Baudh), i Athmallik i als britànics entre els que tenia mala reputació com opressor del seu poble. El 1831 va saquejar algunes viles de Daspalla i el raja d'aquest principat va reclamar una indemnització que no va voler pagar. El 1835 va acceptar de mala gana la intervenció dels britànics al Khondmals. El 1837 es van produir sis assassinats a Angul i el raja fou sospitós d'instigar els crims. El britànic Ricketts va demanar al raja entregar als culpables cosa que va refusar. Al mateix temps els khonds, als que es negava el dret als sacrificis humans, s'havien revoltat (1836-1837) dirigits per Dora Bisoi i el seu nebot Chakra Bisoyi, i quan foren derrotats es va sospitar que havien trobat refugi a Angul amb el raja; aquest va escriure als britànics preguntant com se'ls tractaria si entregava als rebels, a lo que el comissionat va respondre que salvarien la vida, i si no els entregava l'atacat seria ell. L'amenaça va fer efecte i va entregar a Dora Bisol. El 1846 va ocupar un poble que era del raja d'Hindol i se li va imposar una multa de 3000 rúpies, però va al·legar que havia comprat el poble legítimament cosa que no fou acceptada pel Superintendent dels Mahals Tributaris d'Orissa, però el raja no va pagar la multa. El mateix 1846 els khonds de Ghumsur es van revoltar i es va sospitar que van rebre ajut de Somanath però no es va poder provar. Al començament de 1847, el capità Macpherson i el seu ajudant Candenhead foren atacats al seu campament de Kusumgah pel cap khond Nabaghana Kahar, i van informar que tenia ajut del raja d'Angul. Macpherson va denunciar repetidament al raja com a còmplice de la revolta, cosa que el raja va negar. Fou acusat també de saquejar dos poblets que pertanyien a Daspalla. El capità Dunlop fou enviat a Angul per fer una investigació i va informar que no hi havia proves contra el raja ni d'ajudar a la revolta ni dels saqueig de dos poblets a Daspalla; però tot i així el govern estava determinat a liquidar el principat i el comissionat el va cridar a Cuttack a donar comptes de la seva suposada mala conducte. El raja no hi va voler anar; el desembre del 1847 es va fer pública una proclama que el deposava i declarava abolit l'estat que era annexionat, ordenant l'arrest del raja; Lokanath Singh Gambhira Samant, fill del Raja, es va trobar amb el comissionat el 2 de gener de 1848 i va informar que no aprovava l'actitud desafiant del seu pare, i que els oficials d'Angul l'havien instigat i que fou el comandant de l'exèrcit Krupasinghu Garnaik el que amb 700 soldats (paiks) havia ajudat als khonds en l'atac a Kusumgarh el començament de l'any anterior; no per això fou dispensat i tot seguit tres regiments van entrar a l'estat des de Ganjam (15 de gener) dirigits pel coronel Campbell, i en cooperació a un destacament procedent de les Províncies Centrals manat pel coronel Ouseley, van ocupar el país sense quasi ni un tret; el comandant de les forces del raja, Krupasinghu Garnaik, i altres oficials i soldats, van fugir; el palau reial de Ushnachakragarh fou ocupat però el raja havia fugit; fou capturat poc després (1 de febrer) i enviat confinat de per vida a Hazaribagh acusat d'assassinats i agressions (i va morir presoner); la confiscació oficial (decret) fou el 16 de setembre de 1848. L'hereu Lokanath Singh fou privat del seu dret hereditari però va rebre una pensió de 50 rúpies al mes. L'administració va passar a un tahsildar dependent del superintendent dels Mahals tributaris d'Orissa fins al 1891 quan es va crear el districte de Angul i lo foren agregat territoris (del tahsildar de les muntanyes Khondmals) que abans estaven dins al districte de Cuttack.
L'estat limitava al nord amb els estats de Radhakol i de Bamra (de les Províncies Centrals); a l'est amb els estats de Talcher, Dhenkanal i Hindol; al sud amb els estats de Narsinghpur i Daspalla i el riu Mahanadi; i a l'oest amb l'estat de Athmallik. Era pla excepte unes muntanyes al sud. A la jungla hi abundava la fusta; hi havia també una mina de ferro i una de carbó. El riu Brahmani formava una part de la frontera nord-est. Estava situat entre els 20 graus 32 minuts 5 segons i els 21 graus 10 minuts 55 segons nord, i els 84 graus 18 minuts 10 segons i 42 graus 45 minuts 45 segons est. La superfície era de 2.282 km² i la població d'uns 50.000 habitants. La capital era la vila d'Angul
Fou llavors un territori (tahsil) del govern britànic a Orissa, Índia, dependent del superintendent dels Mahals tributaris d'Orissa, amb el mateix territori que el que anteriorment fou l'estat feudatari. La població era el 1872 de 78.374 habitants, el 1881 de 101.903 habitants i el 1901 de 191.911 habitants, la immensa majoria hindús, repartits en 379 pobles. La capital era Angul i la segona vila a destacar era Chhindipada.